# Болваны из космоса
«Болваны из космоса» (англ. Morons from Outer Space; другое название — «Кретины из открытого космоса») — комедийный британский кинофильм 1985 года.

## Сюжет
Из-за глупости одного из членов экипажа, который играл с пультом управления корабля, космический корабль инопланетян терпит крушение на Земле. Сначала инопланетяне становятся объектом интереса армии и секретных служб, однако вскоре выясняется, что их умственный уровень крайне низок, и никакой полезной информации узнать от них невозможно. После этого инопланетяне становятся поп-звёздами — они выступают с концертами, снимаются в рекламе и т. п.